# История на Гърция
Историята на Гърция по принцип обхваща изучаването на гръцкия народ, областите, които той управлява исторически и територията, която обхваща днешната държава Гърция. Нивото на гръцка населеност и власт варира значително през вековете и като резултат историята на Гърция също е гъвкава относно това, което обхваща.
Смята се, че първите протогръцки племена са пристигнали на полуостровите на Гърция между края на третото и първата половина на второто хилядолетие преди новата ера, когато различни предгръцки народи вече живеят на тази територия и се занимават със земеделие още от седмото хилядолетие пр.н.е.
В своята връхна точка древногръцката цивилизация се разпростира от Гърция до Египет и до планините Хиндукуш в Пакистан по времето на елинизма и благодарение на успешните походи и завоевания на Александър Македонски. Оттогава гръцки малцинства живеят в предишните гръцки територии (тоест Турция, Италия, Либия и т.н.), а гръцки имигранти населяват разнообразни места из цялото земно кълбо (например Северна Америка, Австралия, Северна Европа, Южна Африка и т.н.). Днес повечето гърци живеят в своята държава – Гърция (независима от 1830) и Кипър.

## Гърция в Древността
Периодът от населяването на днешните гръцки земи и по-специално на района на Егейско море с островите, Пелопонес, Атика и т.нар. Същинска Гърция с Тесалия, до налагането на християнството като официална религия се нарича древногръцки.

### Бронзова епоха
Първите артефакти в днешните гръцки земи датират около 6800 г. пр.н.е. През 4 – 3 хилядолетие пр.н.е. започва цивилизационната дейност в днешните гръцки земи, а около 3200 – 3000 г. пр.н.е. започва обработката на метали и по-специално на бронз.

## Гърция през XX век

### Гражданска война в Гърция (1944 – 49)
Гражданската война е един от първите сблъсъци, които ознаменуват началото на Студената война. Националистическите/немарксистки политически сили, подкрепяни финансово първо от Обединеното кралство, а впоследствие и от САЩ, влизат в остър сблъсък с Демократичната армия на Гърция (на гръцки: Δημοκρατικός Στρατός Ελλάδας, латинизация: Dimokratikos Stratos Elladas), която е военното крило на Гръцката комунистическа партия (на гръцки: Κομμουνιστικό Κόμμα Ελλάδας, латинизация: Kommounistiko Komma Elladas).

### Следвоенно възстановяване и военна хунта
През 1967 г. гръцките военни извършват държавен преврат, с който е свалено дясноцентристкото правителството на Панайотис Канелопулос. С това започва 7-годишното управление на военната хунта, станало известно като Режим на полковниците. През 1973 г. режимът премахва монархията. През 1974 г. диктаторът Пападопулос отказва помощ на САЩ. След втори преврат същата година полковник Йоанидис е обявен за нов държавен глава.
Същият Йоанидис носи отговорност за преврата от 1974 г. срещу президента на Кипър Макариос. Този преврат изиграва ролята на предлог, под който започва турското нашествие в Кипър през 1974 г. Събитията в Кипър и кървавото потушаване на студентския бунт в Националната мецовска политехника способства разпада на военното управление.
Константинос Караманлис, който дотогава е в изгнание, се завръща в Гърция и става временен министър-председател на 23 юли 1974 г.
През август 1974 г. Гърция напуска НАТО в знак на несъгласие с турското нашествие в Северен Кипър.

### Възстановяване на демокрацията (1974) и създаване на Третата гръцка република
През 1974 г. на референдум гръцкият народ гласува с 69% за свалянето на крал Константинос II от трона (31% гласуват против). Приета е републиканска конституция. От особено значение е завръщането на Андреас Папандреу от изгнание и създаването на Общогръцкото социалистическо движение, известно като ПАСОК (на гръцки: Πανελλήνιο Σοσιαλιστικό Κίνημα), което печели изборите през 1981 г. и оставя отпечатък в следващите две десетилетия от гръцката история. През 1980 г. Гърция е приета отново в НАТО, а през 1981 г. и в ЕС. От 2001 г. Гърция използва общата европейска парична единица – еврото.